# Liste der denkmalgeschützten Objekte in Banská Štiavnica/N–Ž
Die Liste der denkmalgeschützten Objekte in Banská Štiavnica/N–Ž enthält die 162 nach slowakischen Denkmalschutzvorschriften geschützten Objekte in der Gemeinde Banská Štiavnica im Okres Banská Štiavnica mit der Adresse in den Straßen beginnend mit N–Ž.

## Denkmäler
| Foto |                 | Denkmal / č. ÚZPF                                             | Standort / Konskr. Nr.                                                         | Offizielle Beschreibung                                   | Beschreibung                                                              | Metadaten                                                                   |
| ---- | --------------- | ------------------------------------------------------------- | ------------------------------------------------------------------------------ | --------------------------------------------------------- | ------------------------------------------------------------------------- | --------------------------------------------------------------------------- |
| ja   | Datei hochladen | Kapelle(sk) ObjektID: 602-1263/0                              | Na Maximilián šachtu ul. 4 Standort KG: Banská Štiavnica Konskr.Nr.: 311       | r.k.sv.Ondreja                                            | römisch-katholische Kapelle St. Andreas                                   | č. NKP: 602-1263/0 Stand des NKP: 2012-02-08 Name: KAPLNKA                  |
| ja   | Datei hochladen | Pulverlager(sk) ObjektID: 602-10830/0                         | Na Maximilián šachtu ul. 10 Standort KG: Banská Štiavnica Konskr.Nr.: 317      | solitér                                                   |                                                                           | č. NKP: 602-10830/0 Stand des NKP: 2012-02-08 Name: PRACHÁREN               |
|      | Datei hochladen | Maschinenraum(sk) ObjektID: 602-11464/0                       | Na Zigmund šachtu ul. KG: Banská Štiavnica Konskr.Nr.: 1653                    | solitér - vodostlpcový cerpací stroj 1759                 | Pumpmaschine von 1759                                                     | č. NKP: 602-11464/0 Stand des NKP: 2012-02-08 Name: STROJOVNA               |
|      | Datei hochladen | Bürgerhaus(sk) ObjektID: 602-2538/0                           | Novozámocká ul. 1 KG: Banská Štiavnica Konskr.Nr.: 131                         | radový                                                    | Reihenhaus                                                                | č. NKP: 602-2538/0 Stand des NKP: 2012-02-08 Name: DOM MEŠTIANSKY           |
| ja   | Datei hochladen | Bürgerhaus(sk) ObjektID: 602-2537/0                           | Novozámocká ul. 2-3 Standort KG: Banská Štiavnica Konskr.Nr.: 132-133          | radový                                                    | Reihenhaus                                                                | č. NKP: 602-2537/0 Stand des NKP: 2012-02-08 Name: DOM MEŠTIANSKY           |
| ja   | Datei hochladen | Synagoge(sk) ObjektID: 602-2493/0                             | Novozámocká ul. 5 Standort KG: Banská Štiavnica Konskr.Nr.: 134                |                                                           |                                                                           | č. NKP: 602-2493/0 Stand des NKP: 2012-02-08 Name: SYNAGÓGA                 |
| BW   | Datei hochladen | Bürgerhaus(sk) ObjektID: 602-2536/0                           | Novozámocká ul. 6 Standort KG: Banská Štiavnica Konskr.Nr.: 135                | solitér                                                   |                                                                           | č. NKP: 602-2536/0 Stand des NKP: 2012-02-08 Name: DOM MEŠTIANSKY           |
|      | Datei hochladen | Bürgerhaus(sk) ObjektID: 602-3344/0                           | Novozámocká ul. 9 KG: Banská Štiavnica Konskr.Nr.: 137                         | solitér                                                   |                                                                           | č. NKP: 602-3344/0 Stand des NKP: 2012-02-08 Name: DOM MEŠTIANSKY           |
| ja   | Datei hochladen | Bürgerhaus(sk) ObjektID: 602-3345/0                           | Novozámocká ul. 11 Standort KG: Banská Štiavnica Konskr.Nr.: 139               |                                                           |                                                                           | č. NKP: 602-3345/0 Stand des NKP: 2012-02-08 Name: DOM MEŠTIANSKY           |
| ja   | Datei hochladen | Bürgerhaus(sk) ObjektID: 602-2535/0                           | Novozámocká ul. 13 Standort KG: Banská Štiavnica Konskr.Nr.: 141               | nárožný                                                   | Eckhaus                                                                   | č. NKP: 602-2535/0 Stand des NKP: 2012-02-08 Name: DOM MEŠTIANSKY           |
| ja   | Datei hochladen | Bürgerhaus(sk) ObjektID: 602-3346/0                           | Novozámocká ul. 16 Standort KG: Banská Štiavnica Konskr.Nr.: 144               | solitér                                                   |                                                                           | č. NKP: 602-3346/0 Stand des NKP: 2012-02-08 Name: DOM MEŠTIANSKY           |
| BW   | Datei hochladen | Bürgerhaus(sk) ObjektID: 602-3347/0                           | Novozámocká ul. 18 Standort KG: Banská Štiavnica Konskr.Nr.: 146               | solitér                                                   |                                                                           | č. NKP: 602-3347/0 Stand des NKP: 2012-02-08 Name: DOM MEŠTIANSKY           |
| BW   | Datei hochladen | Bürgerhaus(sk) ObjektID: 602-2540/0                           | Novozámocká ul. 20 Standort KG: Banská Štiavnica Konskr.Nr.: 147               | solitér                                                   |                                                                           | č. NKP: 602-2540/0 Stand des NKP: 2012-02-08 Name: DOM MEŠTIANSKY           |
| ja   | Datei hochladen | VARTOVKA ObjektID: 602-2481/0                                 | Novozámocká ul. 22 Standort KG: Banská Štiavnica Konskr.Nr.: 149               | Hrad panenský                                             | Burg der Jungfrauen?                                                      | č. NKP: 602-2481/0 Stand des NKP: 2012-02-08 Name: VARTOVKA                 |
| ja   | Datei hochladen | Bürgerhaus(sk) ObjektID: 602-3348/0                           | Palárikova ul. 1 Standort KG: Banská Štiavnica Konskr.Nr.: 364                 | nárožný                                                   | Eckhaus                                                                   | č. NKP: 602-3348/0 Stand des NKP: 2012-02-08 Name: DOM MEŠTIANSKY           |
|      | Datei hochladen | Bürgerhaus(sk) ObjektID: 602-11181/0                          | Palárikova ul. 3 KG: Banská Štiavnica Konskr.Nr.: 366                          |                                                           |                                                                           | č. NKP: 602-11181/0 Stand des NKP: 2012-02-08 Name: DOM MEŠTIANSKY          |
| ja   | Datei hochladen | Bürgerhaus(sk) ObjektID: 602-2508/0                           | Palárikova ul. 7 Standort KG: Banská Štiavnica Konskr.Nr.: 370                 | katolícka fara                                            | katholischer Pfarrhof                                                     | č. NKP: 602-2508/0 Stand des NKP: 2012-02-08 Name: DOM MEŠTIANSKY           |
| ja   | Datei hochladen | Bürgerhaus(sk) ObjektID: 602-3359/0                           | Pécha Antona ul. 2 Standort KG: Banská Štiavnica Konskr.Nr.: 69                | solitér                                                   |                                                                           | č. NKP: 602-3359/0 Stand des NKP: 2012-02-08 Name: DOM MEŠTIANSKY           |
| ja   | Datei hochladen | Bürgerhaus(sk) ObjektID: 602-2509/0                           | Pécha Antona ul. 3 Standort KG: Banská Štiavnica Konskr.Nr.:                   | radový                                                    |                                                                           | č. NKP: 602-2509/0 Stand des NKP: 2012-02-08 Name: DOM MEŠTIANSKY           |
| ja   | Datei hochladen | Bürgerhaus(sk) ObjektID: 602-2511/0                           | Pécha Antona ul. 4 Standort KG: Banská Štiavnica Konskr.Nr.: 71                |                                                           |                                                                           | č. NKP: 602-2511/0 Stand des NKP: 2012-02-08 Name: DOM MEŠTIANSKY           |
| ja   | Datei hochladen | Bürgerhaus(sk) ObjektID: 602-2503/6                           | Pécha Antona ul. 5 Standort KG: Banská Štiavnica Konskr.Nr.: 72                | radový                                                    | Reihenhaus                                                                | č. NKP: 602-2503/6 Stand des NKP: 2012-02-08 Name: DOM MEŠTIANSKY           |
| ja   | Datei hochladen | Bürgerhaus(sk) ObjektID: 602-10687/0                          | Pécha Antona ul. 6 KG: Banská Štiavnica Konskr.Nr.: 73                         | radový                                                    | Reihenhaus                                                                | č. NKP: 602-10687/0 Stand des NKP: 2012-02-08 Name: DOM MEŠTIANSKY          |
| ja   | Datei hochladen | Bürgerhaus(sk) ObjektID: 602-3329/0                           | Pécha Antona ul. 7 Standort KG: Banská Štiavnica Konskr.Nr.: 74                | radový                                                    | Reihenhaus                                                                | č. NKP: 602-3329/0 Stand des NKP: 2012-02-08 Name: DOM MEŠTIANSKY           |
| ja   | Datei hochladen | Wohnhaus(sk) ObjektID: 602-11655/0                            | Pécha Antona ul. 8 Standort KG: Banská Štiavnica Konskr.Nr.: 75                | chodbový,solitér                                          |                                                                           | č. NKP: 602-11655/0 Stand des NKP: 2012-02-08 Name: DOM BYTOVÝ              |
| ja   | Datei hochladen | Bürgerhaus(sk) ObjektID: 602-3330/0                           | Pécha Antona ul. 9 Standort KG: Banská Štiavnica Konskr.Nr.: 76                | radový                                                    | Reihenhaus                                                                | č. NKP: 602-3330/0 Stand des NKP: 2012-02-08 Name: DOM MEŠTIANSKY           |
| ja   | Datei hochladen | Bürgerhaus(sk) ObjektID: 602-11722/0                          | Pécha Antona ul. 12 Standort KG: Banská Štiavnica Konskr.Nr.: 78               | radový                                                    | Reihenhaus                                                                | č. NKP: 602-11722/0 Stand des NKP: 2010-11-22 Name: DOM MEŠTIANSKY          |
| ja   | Datei hochladen | Bürgerhaus(sk) ObjektID: 602-3331/0                           | Pécha Antona ul. 20 Standort KG: Banská Štiavnica Konskr.Nr.: 84               | solitér                                                   |                                                                           | č. NKP: 602-3331/0 Stand des NKP: 2012-02-08 Name: DOM MEŠTIANSKY           |
| ja   | Datei hochladen | Knappenhaus(sk) Knappenhaus ObjektID: 602-11786/0             | Pécha Antona ul. 28 Standort KG: Banská Štiavnica Konskr.Nr.: 91               | solitér - banícky dom                                     |                                                                           | č. NKP: 602-11786/0 Stand des NKP: 2011-09-1 Name: DOM BANÍCKY              |
| ja   | Datei hochladen | Knappenhaus(sk) Knappenhaus ObjektID: 602-11840/0             | Pod Červenou studňou ul. 3 Standort KG: Banská Štiavnica Konskr.Nr.: 618       | solitér - banícky dom                                     |                                                                           | č. NKP: 602-11840/0 Stand des NKP: 2012-06-18 Name: DOM BANÍCKY             |
| ja   | Datei hochladen | Handwerkerhaus(sk) ObjektID: 602-11035/0                      | Pod Cervenou studnou ul. 10 Standort KG: Banská Štiavnica Konskr.Nr.: 625      | solitér                                                   |                                                                           | č. NKP: 602-11035/0 Stand des NKP: 2012-02-08 Name: DOM REMESELNÍCKY        |
| ja   | Datei hochladen | Knappenhaus(sk) Knappenhaus ObjektID: 602-11328/0             | Pod Cervenou studnou ul. 13 Standort KG: Banská Štiavnica Konskr.Nr.: 628      | solitér                                                   |                                                                           | č. NKP: 602-11328/0 Stand des NKP: 2012-02-08 Name: DOM BANÍCKY             |
| ja   | Datei hochladen | Villa(sk) ObjektID: 602-11329/0                               | Pod Cervenou studnou ul. 14 Standort KG: Banská Štiavnica Konskr.Nr.: 629      | solitér - Vavrínovský,Boženkin dom                        | Haus Vavrínovský, Boženkin                                                | č. NKP: 602-11329/0 Stand des NKP: 2012-02-08 Name: VILA                    |
| ja   | Datei hochladen | Kirche(sk) ObjektID: 602-2489/1                               | Pod Kalváriou ul. 9 Standort KG: Banská Štiavnica Konskr.Nr.: 754              | r.k.sv.Kríža - Horný kostol,kostolík                      | römisch-katholische Heiligkreuzkirche, Oberkirche                         | č. NKP: 602-2489/1 Stand des NKP: 2012-02-08 Name: KOSTOL                   |
| ja   | Datei hochladen | Kirche(sk) ObjektID: 602-2489/2                               | Pod Kalváriou ul. 9 Standort KG: Banská Štiavnica Konskr.Nr.: 754              | r.k.Poslednej vecere - Dolný kostol                       | römisch-katholische Kirche „Das letzte Abendmahl“, Unterkirche            | č. NKP: 602-2489/2 Stand des NKP: 2012-02-08 Name: KOSTOL                   |
| ja   | Datei hochladen | Kapelle(sk) ObjektID: 602-2489/3                              | Pod Kalváriou ul. 9 Standort KG: Banská Štiavnica Konskr.Nr.: 754              | Sväté schody - Nanebovzatie PM,stredný kostol             | Heilige Treppe - Mariä Himmelfahrt, Mittelkirche                          | č. NKP: 602-2489/3 Stand des NKP: 2012-02-08 Name: KAPLNKA                  |
| ja   | Datei hochladen | Kalvarienkapelle(sk) ObjektID: 602-2489/4                     | Pod Kalváriou ul. 9 Standort KG: Banská Štiavnica Konskr.Nr.: 754              | 1.zastavenie prípravné - Kristus sa lúci s P.M.           | 1. vorbereitende Kreuzwegstation - Jesus verabschiedet sich von Maria     | č. NKP: 602-2489/4 Stand des NKP: 2012-02-08 Name: KAPLNKA KALVÁRSKA        |
| ja   | Datei hochladen | Kalvarienkapelle(sk) ObjektID: 602-2489/5                     | Pod Kalváriou ul. 9 Standort KG: Banská Štiavnica Konskr.Nr.: 754              | 2.zastavenie prípravné - Diabol pokúša Krista na púšti    | 2. vorbereitende Kreuzwegstation - Der Teufel versucht Jesus in der Wüste | č. NKP: 602-2489/5 Stand des NKP: 2012-02-08 Name: KAPLNKA KALVÁRSKA        |
| ja   | Datei hochladen | Kalvarienkapelle(sk) ObjektID: 602-2489/6                     | Pod Kalváriou ul. 9 Standort KG: Banská Štiavnica Konskr.Nr.: 754              | 3.zastavenie prípravné - Kristus umýva nohy apoštolom     | 3. vorbereitende Kreuzwegstation - Jesus wäscht die Füße der Apostel      | č. NKP: 602-2489/6 Stand des NKP: 2012-02-08 Name: KAPLNKA KALVÁRSKA        |
| ja   | Datei hochladen | Kalvarienkapelle(sk) ObjektID: 602-2489/7                     | Pod Kalváriou ul. 9 Standort KG: Banská Štiavnica Konskr.Nr.: 754              | 1.zastavenie pašiové - Kristus na hore Olivovej           | 1. Passionskreuzwegstation - Jesus auf dem Ölberg                         | č. NKP: 602-2489/7 Stand des NKP: 2012-02-08 Name: KAPLNKA KALVÁRSKA        |
| ja   | Datei hochladen | Kalvarienkapelle(sk) ObjektID: 602-2489/8                     | Pod Kalváriou ul. 9 Standort KG: Banská Štiavnica Konskr.Nr.: 754              | 2.zastavenie pašiové - Judášova zrada                     | 2. Passionskreuzwegstation - Verrat des Judas                             | č. NKP: 602-2489/8 Stand des NKP: 2012-02-08 Name: KAPLNKA KALVÁRSKA        |
| ja   | Datei hochladen | Kalvarienkapelle(sk) ObjektID: 602-2489/9                     | Pod Kalváriou ul. 9 Standort KG: Banská Štiavnica Konskr.Nr.: 754              | 3.zastavenie pašiové - Kristus pred Kaifášom              | 3. Passionskreuzwegstation - Jesus vor Kaiphas                            | č. NKP: 602-2489/9 Stand des NKP: 2012-02-08 Name: KAPLNKA KALVÁRSKA        |
| ja   | Datei hochladen | Kalvarienkapelle(sk) ObjektID: 602-2489/10                    | Pod Kalváriou ul. 9 Standort KG: Banská Štiavnica Konskr.Nr.: 754              | 4.zastavenie pašiové - Kristus pred Herodesom             | 4. Passionskreuzwegstation - Jesus vor Herodes                            | č. NKP: 602-2489/10 Stand des NKP: 2012-02-08 Name: KAPLNKA KALVÁRSKA       |
| ja   | Datei hochladen | Kalvarienkapelle(sk) ObjektID: 602-2489/11                    | Pod Kalváriou ul. 9 Standort KG: Banská Štiavnica Konskr.Nr.: 754              | 5.zastavenie pašiové - Bicovanie Krista                   | 5. Passionskreuzwegstation - Die Geißelung Jesu                           | č. NKP: 602-2489/11 Stand des NKP: 2012-02-08 Name: KAPLNKA KALVÁRSKA       |
| ja   | Datei hochladen | Kapelle(sk) ObjektID: 602-2489/12                             | Pod Kalváriou ul. 9 Standort KG: Banská Štiavnica Konskr.Nr.: 754              | Ecce Homo - Korunovanie Krista trním                      | Krönung Jesu mit Dornen - ecce homo                                       | č. NKP: 602-2489/12 Stand des NKP: 2012-02-08 Name: KAPLNKA                 |
| ja   | Datei hochladen | Kalvarienkapelle(sk) ObjektID: 602-2489/13                    | Pod Kalváriou ul. 9 KG: Banská Štiavnica Konskr.Nr.: 754                       | 6.zastavenie pašiové - Kristus padá pod krížom            | 6. Passionskreuzwegstation - Jesus stürzt unter dem Kreuz                 | č. NKP: 602-2489/13 Stand des NKP: 2012-02-08 Name: KAPLNKA KALVÁRSKA       |
| ja   | Datei hochladen | Kalvarienkapelle(sk) ObjektID: 602-2489/14                    | Pod Kalváriou ul. 9 KG: Banská Štiavnica Konskr.Nr.: 754                       | 7.zastavenie pašiové - Pribíjanie Krista na kríž          | 7. Passionskreuzwegstation - Jesus wird an das Kreuz genagelt             | č. NKP: 602-2489/14 Stand des NKP: 2012-02-08 Name: KAPLNKA KALVÁRSKA       |
| ja   | Datei hochladen | Kalvarienkapelle(sk) ObjektID: 602-2489/15                    | Pod Kalváriou ul. 9 Standort KG: Banská Štiavnica Konskr.Nr.: 754              | r.k.Božieho hrobu - Boží hrob                             | römisch-katholische Kapelle zum Heiligen Grab                             | č. NKP: 602-2489/15 Stand des NKP: 2012-02-08 Name: KAPLNKA                 |
| ja   | Datei hochladen | Kalvarienkapelle(sk) ObjektID: 602-2489/16                    | Pod Kalváriou ul. 9 Standort KG: Banská Štiavnica Konskr.Nr.: 754              | 1.zastavenie bolestí P.M. - Obriezka Ježiša               | 1. Kreuzwegstation der Schmerzen Mariä - Beschneidung Jesu                | č. NKP: 602-2489/16 Stand des NKP: 2012-02-08 Name: KAPLNKA KALVÁRSKA       |
| ja   | Datei hochladen | Kalvarienkapelle(sk) ObjektID: 602-2489/17                    | Pod Kalváriou ul. 9 Standort KG: Banská Štiavnica Konskr.Nr.: 754              | 2.zastavenie bolestí P.M. - Útek do Egypta                | 2. Kreuzwegstation der Schmerzen Mariä - Flucht nach Ägypten              | č. NKP: 602-2489/17 Stand des NKP: 2012-02-08 Name: KAPLNKA KALVÁRSKA       |
| ja   | Datei hochladen | Kalvarienkapelle(sk) ObjektID: 602-2489/18                    | Pod Kalváriou ul. 9 Standort KG: Banská Štiavnica Konskr.Nr.: 754              | 3.zastavenie bolestí P.M. - Dvanástrocný Ježiš v chráme   | 3. Kreuzwegstation der Schmerzen Mariä - Der zwölfjährige Jesus im Tempel | č. NKP: 602-2489/18 Stand des NKP: 2012-02-08 Name: KAPLNKA KALVÁRSKA       |
| ja   | Datei hochladen | Kalvarienkapelle(sk) ObjektID: 602-2489/19                    | Pod Kalváriou ul. 9 Standort KG: Banská Štiavnica Konskr.Nr.: 754              | 4.zastavenie bolestí P.M. - Stretnutie Krista s P.M.      | 4. Kreuzwegstation der Schmerzen Mariä - Begegnung Mariä mit Jesus        | č. NKP: 602-2489/19 Stand des NKP: 2012-02-08 Name: KAPLNKA KALVÁRSKA       |
| ja   | Datei hochladen | Kalvarienkapelle(sk) ObjektID: 602-2489/20                    | Pod Kalváriou ul. 9 Standort KG: Banská Štiavnica Konskr.Nr.: 754              | 5.zastavenie bolestí P.M. - Panna Mária pod krížom        | 5. Kreuzwegstation der Schmerzen Mariä - Maria unter dem Kreuz            | č. NKP: 602-2489/20 Stand des NKP: 2012-02-08 Name: KAPLNKA KALVÁRSKA       |
| ja   | Datei hochladen | Kalvarienkapelle(sk) ObjektID: 602-2489/21                    | Pod Kalváriou ul. 9 Standort KG: Banská Štiavnica Konskr.Nr.: 754              | 6.zastavenie bolestí P.M. - Pieta                         | 6. Kreuzwegstation der Schmerzen Mariä - Pietà                            | č. NKP: 602-2489/21 Stand des NKP: 2012-02-08 Name: KAPLNKA KALVÁRSKA       |
| ja   | Datei hochladen | Kalvarienkapelle(sk) ObjektID: 602-2489/22                    | Pod Kalváriou ul. 9 Standort KG: Banská Štiavnica Konskr.Nr.: 754              | 7.zastavenie bolestí P.M. - Ukladanie Krista do hrobu     | 7. Kreuzwegstation der Schmerzen Mariä - Grablegung Jesu                  | č. NKP: 602-2489/22 Stand des NKP: 2012-02-08 Name: KAPLNKA KALVÁRSKA       |
| ja   | Datei hochladen | Figurengruppe(sk) ObjektID: 602-2489/23                       | Pod Kalváriou ul. 9 Standort KG: Banská Štiavnica Konskr.Nr.: 754              | P.M.Sedembolestná+Kristus - P.M.pod krížom,Kristus,anjeli | Maria der sieben Schmerzen unter dem Kreuz, Jesus am Kreuz und Engel      | č. NKP: 602-2489/23 Stand des NKP: 2012-02-08 Name: SÚSOŠIE                 |
| ja   | Datei hochladen | Stützmauer(sk) ObjektID: 602-2489/24                          | Pod Kalváriou ul. 9 Standort KG: Banská Štiavnica Konskr.Nr.: 754              | múr pod Horným kostolom                                   | Mauer unterhalb der Oberkirche                                            | č. NKP: 602-2489/24 Stand des NKP: 2012-02-08 Name: MÚR OPORNÝ I.           |
| ja   | Datei hochladen | Stützmauer(sk) ObjektID: 602-2489/25                          | Pod Kalváriou ul. 9 Standort KG: Banská Štiavnica Konskr.Nr.: 754              | múr pod kaplnkou Sväté schody                             | Mauer unter der Kapelle der Heiligen Treppe                               | č. NKP: 602-2489/25 Stand des NKP: 2012-02-08 Name: MÚR OPORNÝ II.          |
| ja   | Datei hochladen | Allee(sk) ObjektID: 602-2489/26                               | Pod Kalváriou ul. 9 Standort KG: Banská Štiavnica Konskr.Nr.: 754              | lipová                                                    |                                                                           | č. NKP: 602-2489/26 Stand des NKP: 2012-02-08 Name: ALEJA                   |
|      | Datei hochladen | Wasserstollen(sk) ObjektID: 602-2606/0                        | Podsitnianska KG: Banská Štiavnica Konskr.Nr.:                                 | Bieberová dedicná štôlna                                  |                                                                           | č. NKP: 602-2606/0 Stand des NKP: 2012-02-08 Name: ŠTÔLNA VODNÁ             |
| ja   | Datei hochladen | Statue(sk) ObjektID: 602-2491/0                               | Radnicné nám. 0 Standort KG: Banská Štiavnica Konskr.Nr.:                      | Panna Mária-Immaculata - Nepoškvrnená Panna Mária         | der Makellosen Jungfrau Maria                                             | č. NKP: 602-2491/0 Stand des NKP: 2012-02-08 Name: SOCHA                    |
| ja   | Datei hochladen | Rathaus(sk) ObjektID: 602-2484/0                              | Radnicné nám. 1 Standort KG: Banská Štiavnica Konskr.Nr.: 1                    | 0                                                         |                                                                           | č. NKP: 602-2484/0 Stand des NKP: 2012-02-08 Name: RADNICA                  |
| ja   | Datei hochladen | Bürgerhaus(sk) ObjektID: 602-2533/0                           | Radnicné nám. 2 Standort KG: Banská Štiavnica Konskr.Nr.: 2                    | 0                                                         |                                                                           | č. NKP: 602-2533/0 Stand des NKP: 2012-02-08 Name: DOM MEŠTIANSKY           |
| ja   | Datei hochladen | Bürgerhaus(sk) ObjektID: 602-3349/0                           | Radnicné nám. 4 Standort KG: Banská Štiavnica Konskr.Nr.: 58                   | 0                                                         |                                                                           | č. NKP: 602-3349/0 Stand des NKP: 2012-02-08 Name: DOM MEŠTIANSKY           |
| ja   | Datei hochladen | Bürgerhaus(sk) ObjektID: 602-3360/0                           | Radnicné nám. 5 Standort KG: Banská Štiavnica Konskr.Nr.: 46                   | radový                                                    | Reihenhaus                                                                | č. NKP: 602-3360/0 Stand des NKP: 2012-02-08 Name: DOM MEŠTIANSKY           |
|      | Datei hochladen | Bürgerhaus(sk) ObjektID: 602-10782/0                          | Radnicné nám. 6 KG: Banská Štiavnica Konskr.Nr.: 47                            | nárožný                                                   | Eckhaus                                                                   | č. NKP: 602-10782/0 Stand des NKP: 2012-02-08 Name: DOM MEŠTIANSKY          |
| BW   | Datei hochladen | Bürgerhaus(sk) ObjektID: 602-2532/0                           | Radnicné nám. 7 Standort KG: Banská Štiavnica Konskr.Nr.: 49                   | nárožný                                                   | Eckhaus                                                                   | č. NKP: 602-2532/0 Stand des NKP: 2012-02-08 Name: DOM MEŠTIANSKY           |
| ja   | Datei hochladen | Bürgerhaus(sk) ObjektID: 602-2579/0                           | Radnicné nám. 8 Standort KG: Banská Štiavnica Konskr.Nr.: 50                   | nárožný                                                   | Eckhaus                                                                   | č. NKP: 602-2579/0 Stand des NKP: 2012-02-08 Name: DOM MEŠTIANSKY           |
| ja   | Datei hochladen | Bürgerhaus(sk) ObjektID: 602-2531/0                           | Radnicné nám. 9 Standort KG: Banská Štiavnica Konskr.Nr.: 45                   | nárožný - Hotel Metropol                                  | Eckhaus - Hotel Metropol?                                                 | č. NKP: 602-2531/0 Stand des NKP: 2012-02-08 Name: DOM MEŠTIANSKY           |
| ja   | Datei hochladen | Bürgerhaus(sk) ObjektID: 602-2530/0                           | Radnicné nám. 11,10/A,13 Standort KG: Banská Štiavnica Konskr.Nr.: 42,1780,858 | radový                                                    | Reihenhaus                                                                | č. NKP: 602-2530/0 Stand des NKP: 2012-02-08 Name: DOM MEŠTIANSKY           |
| ja   | Datei hochladen | Bürgerhaus(sk) ObjektID: 602-2528/0                           | Radnicné nám. 12 Standort KG: Banská Štiavnica Konskr.Nr.: 43                  | radový                                                    | Reihenhaus                                                                | č. NKP: 602-2528/0 Stand des NKP: 2012-02-08 Name: DOM MEŠTIANSKY           |
| ja   | Datei hochladen | Kirche(sk) ObjektID: 602-2490/0                               | Radnicné nám. 13 Standort KG: Banská Štiavnica Konskr.Nr.: 106,63              | ev.a.v.                                                   | evangelische Kirche                                                       | č. NKP: 602-2490/0 Stand des NKP: 2012-02-08 Name: KOSTOL                   |
| ja   | Datei hochladen | Bürgerhaus(sk) ObjektID: 602-3338/0                           | Radnicné nám. 14 Standort KG: Banská Štiavnica Konskr.Nr.: 107                 | 0                                                         |                                                                           | č. NKP: 602-3338/0 Stand des NKP: 2012-02-08 Name: DOM MEŠTIANSKY           |
| ja   | Datei hochladen | Bürgerhaus(sk) ObjektID: 602-3337/0                           | Radnicné nám. 15 Standort KG: Banská Štiavnica Konskr.Nr.:                     | nárožný                                                   | Eckhaus                                                                   | č. NKP: 602-3337/0 Stand des NKP: 2012-02-08 Name: DOM MEŠTIANSKY           |
| ja   | Datei hochladen | Verwaltungsgebäude(sk) ObjektID: 602-2503/10                  | Radnicné nám. 16 Standort KG: Banská Štiavnica Konskr.Nr.: 111                 | Fritzovský dom                                            |                                                                           | č. NKP: 602-2503/10 Stand des NKP: 2012-02-08 Name: BUDOVA ADMINISTRATÍVNA  |
| ja   | Datei hochladen | Kirche(sk) ObjektID: 602-2485/0                               | Radnicné nám. 17 Standort KG: Banská Štiavnica Konskr.Nr.: 110                 | r.k.sv.Kataríny - Slovenský kostol                        | römisch-katholische Kirche St. Katharina - Slowakische Kirche             | č. NKP: 602-2485/0 Stand des NKP: 2012-02-08 Name: KOSTOL                   |
| ja   | Datei hochladen | Bürgerhaus(sk) ObjektID: 602-2549/0                           | Radnicné nám. 18 Standort KG: Banská Štiavnica Konskr.Nr.: 109                 | nárožný                                                   | Eckhaus                                                                   | č. NKP: 602-2549/0 Stand des NKP: 2012-02-08 Name: DOM MEŠTIANSKY           |
| BW   | Datei hochladen | Bürgerhaus(sk) ObjektID: 602-2529/0                           | Radnicné nám. 19 Standort KG: Banská Štiavnica Konskr.Nr.: 39                  | radový                                                    | Reihenhaus                                                                | č. NKP: 602-2529/0 Stand des NKP: 2012-02-08 Name: DOM MEŠTIANSKY           |
|      | Datei hochladen | Kornberg-Stollen(sk) ObjektID: 602-2610/0                     | Rakytová ul. KG: Banská Štiavnica Konskr.Nr.:                                  | Kornberg štôlna                                           |                                                                           | č. NKP: 602-2610/0 Stand des NKP: 2012-02-08 Name: ŠTÔLNA                   |
| ja   | Datei hochladen | Bürgerhaus(sk) ObjektID: 602-3357/0                           | Remeselnícka ul. 2 Standort KG: Banská Štiavnica Konskr.Nr.: 1098              | solitér                                                   |                                                                           | č. NKP: 602-3357/0 Stand des NKP: 2012-02-08 Name: DOM MEŠTIANSKY           |
| ja   | Datei hochladen | Gebäude in regionaltypischem Baustil(sk) ObjektID: 602-3358/0 | Remeselnícka ul. 3 Standort KG: Banská Štiavnica Konskr.Nr.:                   | murovaný                                                  |                                                                           | č. NKP: 602-3358/0 Stand des NKP: 2012-02-08 Name: DOM LUDOVÝ               |
| ja   | Datei hochladen | Handwerkerhaus(sk) ObjektID: 602-10961/0                      | Remeselnícka ul. 5 Standort KG: Banská Štiavnica Konskr.Nr.:                   | solitér                                                   |                                                                           | č. NKP: 602-10961/0 Stand des NKP: 2012-02-08 Name: DOM REMESELNÍCKY        |
| ja   | Datei hochladen | Bürgerhaus(sk) ObjektID: 602-11903/0                          | Remeselnícka ul. 11 Standort KG: Banská Štiavnica Konskr.Nr.:                  | solitér - meštiansky dom                                  |                                                                           | č. NKP: 602-11903/0 Stand des NKP: 2013-05-15 Name: DOM MEŠTIANSKY          |
| ja   | Datei hochladen | Bürgerhaus(sk) ObjektID: 602-2503/7                           | Sládkovicova ul. 1 Standort KG: Banská Štiavnica Konskr.Nr.: 51                | nárožný - Belházyovský dom                                | Eckhaus - Haus Belházyov                                                  | č. NKP: 602-2503/7 Stand des NKP: 2012-02-08 Name: DOM MEŠTIANSKY           |
| ja   | Datei hochladen | Bürgerhaus(sk) ObjektID: 602-2539/0                           | Sládkovicova ul. 2 Standort KG: Banská Štiavnica Konskr.Nr.: 53                | 0                                                         |                                                                           | č. NKP: 602-2539/0 Stand des NKP: 2012-02-08 Name: DOM MEŠTIANSKY           |
| ja   | Datei hochladen | Bürgerhaus(sk) ObjektID: 602-2576/0                           | Sládkovicova ul. 3 Standort KG: Banská Štiavnica Konskr.Nr.: 54                | solitér                                                   |                                                                           | č. NKP: 602-2576/0 Stand des NKP: 2012-02-08 Name: DOM MEŠTIANSKY           |
| BW   | Datei hochladen | Bürgerhaus(sk) ObjektID: 602-11733/0                          | Sládkovicova ul. 4 Standort KG: Banská Štiavnica Konskr.Nr.:                   | solitér - meštiansky dom                                  |                                                                           | č. NKP: 602-11733/0 Stand des NKP: 2011-01-10 Name: DOM MEŠTIANSKY          |
| ja   | Datei hochladen | Bürgerhaus(sk) ObjektID: 602-2575/0                           | Sládkovicova ul. 5 Standort KG: Banská Štiavnica Konskr.Nr.: 56                | 0                                                         |                                                                           | č. NKP: 602-2575/0 Stand des NKP: 2012-02-08 Name: DOM MEŠTIANSKY           |
| ja   | Datei hochladen | Klopfturm(sk) ObjektID: 602-2483/0                            | Sládkovicova ul. 7 Standort KG: Banská Štiavnica Konskr.Nr.: 58                | kamen                                                     |                                                                           | č. NKP: 602-2483/0 Stand des NKP: 2012-02-08 Name: KLOPACKA                 |
| ja   | Datei hochladen | Bürgerhaus(sk) ObjektID: 602-2574/0                           | Sládkovicova ul. 8 Standort KG: Banská Štiavnica Konskr.Nr.: 59                | solitér - Ujcov dom                                       | Haus                                                                      | č. NKP: 602-2574/0 Stand des NKP: 2012-02-08 Name: DOM MEŠTIANSKY           |
| ja   | Datei hochladen | Bürgerhaus(sk) ObjektID: 602-3363/0                           | Sládkovicova ul. 9 Standort KG: Banská Štiavnica Konskr.Nr.:                   | solitér                                                   |                                                                           | č. NKP: 602-3363/0 Stand des NKP: 2012-02-08 Name: DOM MEŠTIANSKY           |
| ja   | Datei hochladen | Bürgerhaus(sk) ObjektID: 602-2573/0                           | Sládkovicova ul. 10 Standort KG: Banská Štiavnica Konskr.Nr.: 61               | solitér                                                   |                                                                           | č. NKP: 602-2573/0 Stand des NKP: 2012-02-08 Name: DOM MEŠTIANSKY           |
| ja   | Datei hochladen | Bürgerhaus(sk) ObjektID: 602-3364/0                           | Sládkovicova ul. 11 Standort KG: Banská Štiavnica Konskr.Nr.: 62               | solitér                                                   |                                                                           | č. NKP: 602-3364/0 Stand des NKP: 2012-02-08 Name: DOM MEŠTIANSKY           |
| ja   | Datei hochladen | Bürgerhaus(sk) ObjektID: 602-3365/0                           | Sládkovicova ul. 12 Standort KG: Banská Štiavnica Konskr.Nr.: 64               | solitér                                                   |                                                                           | č. NKP: 602-3365/0 Stand des NKP: 2012-02-08 Name: DOM MEŠTIANSKY           |
| ja   | Datei hochladen | Bürgerhaus(sk) ObjektID: 602-2572/0                           | Sládkovicova ul. 16 Standort KG: Banská Štiavnica Konskr.Nr.: 67               | nárožný                                                   | Eckhaus                                                                   | č. NKP: 602-2572/0 Stand des NKP: 2012-02-08 Name: DOM MEŠTIANSKY           |
| BW   | Datei hochladen | Bürgerhaus(sk) ObjektID: 602-10763/1                          | Spojná ul. 5 Standort KG: Banská Štiavnica Konskr.Nr.: 1132                    | solitér                                                   |                                                                           | č. NKP: 602-10763/1 Stand des NKP: 2012-02-08 Name: DOM MEŠTIANSKY          |
| BW   | Datei hochladen | Wirtschaftsgebäude(sk) ObjektID: 602-10763/2                  | Spojná ul. 5 Standort KG: Banská Štiavnica Konskr.Nr.:                         | 0                                                         |                                                                           | č. NKP: 602-10763/2 Stand des NKP: 2012-02-08 Name: STAVBA HOSPODÁRSKA      |
| BW   | Datei hochladen | Einfassungsmauer(sk) ObjektID: 602-10763/3                    | Spojná ul. 5 Standort KG: Banská Štiavnica Konskr.Nr.:                         | kamenný                                                   |                                                                           | č. NKP: 602-10763/3 Stand des NKP: 2012-02-08 Name: MÚR OHRADNÝ             |
|      | Datei hochladen | Ziehbrunnen(sk) ObjektID: 602-10763/4                         | Spojná ul. 5 KG: Banská Štiavnica Konskr.Nr.:                                  | kamenná                                                   | gemauert                                                                  | č. NKP: 602-10763/4 Stand des NKP: 2012-02-08 Name: STUDNA RUMPÁLOVÁ        |
| BW   | Datei hochladen | DOM BANÍCKY ObjektID: 602-11816/0                             | Staromestská ul. 10 Standort KG: Banská Štiavnica Konskr.Nr.: 659              | murovaný - banícky dom                                    |                                                                           | č. NKP: 602-11816/0 Stand des NKP: 2011-12-30 Name: DOM BANÍCKY             |
|      | Datei hochladen | DOM BANÍCKY ObjektID: 602-11624/0                             | Staromestská ul. 12 KG: Banská Štiavnica Konskr.Nr.: 661                       | kamenný,solitér                                           |                                                                           | č. NKP: 602-11624/0 Stand des NKP: 2012-02-08 Name: DOM BANÍCKY             |
| ja   | Datei hochladen | Statue(sk) ObjektID: 602-3378/0                               | Starozámocká ul. 0 Standort KG: Banská Štiavnica Konskr.Nr.:                   | sv.Ján Nepomucký                                          | St. Johannes Nepomuk                                                      | č. NKP: 602-3378/0 Stand des NKP: 2012-02-08 Name: SOCHA                    |
| ja   | Datei hochladen | Bürgerhaus(sk) ObjektID: 602-3366/0                           | Starozámocká ul. 1 Standort KG: Banská Štiavnica Konskr.Nr.: 31                | radový                                                    | Reihenhaus                                                                | č. NKP: 602-3366/0 Stand des NKP: 2012-02-08 Name: DOM MEŠTIANSKY           |
| ja   | Datei hochladen | Bürgerhaus(sk) ObjektID: 602-3367/0                           | Starozámocká ul. 3 Standort KG: Banská Štiavnica Konskr.Nr.: 33                | solitér                                                   |                                                                           | č. NKP: 602-3367/0 Stand des NKP: 2012-02-08 Name: DOM MEŠTIANSKY           |
| ja   | Datei hochladen | Bürgerhaus(sk) ObjektID: 602-3368/0                           | Starozámocká ul. 4 Standort KG: Banská Štiavnica Konskr.Nr.: 34                | solitér                                                   |                                                                           | č. NKP: 602-3368/0 Stand des NKP: 2012-02-08 Name: DOM MEŠTIANSKY           |
| ja   | Datei hochladen | Bürgerhaus(sk) ObjektID: 602-3369/0                           | Starozámocká ul. 5 Standort KG: Banská Štiavnica Konskr.Nr.: 35                | solitér                                                   |                                                                           | č. NKP: 602-3369/0 Stand des NKP: 2012-02-08 Name: DOM MEŠTIANSKY           |
|      | Datei hochladen | Bürgerhaus(sk) ObjektID: 602-10979/0                          | Starozámocká ul. 7 KG: Banská Štiavnica Konskr.Nr.: 37                         | solitér - Zipserov dom                                    | Haus Zipserov                                                             | č. NKP: 602-10979/0 Stand des NKP: 2012-02-08 Name: DOM MEŠTIANSKY          |
| ja   | Datei hochladen | Bürgerhaus(sk) ObjektID: 602-3361/0                           | Starozámocká ul. 9 KG: Banská Štiavnica Konskr.Nr.: 48                         | solitér                                                   |                                                                           | č. NKP: 602-3361/0 Stand des NKP: 2012-02-08 Name: DOM MEŠTIANSKY           |
| ja   | Datei hochladen | Zitadelle(sk) ObjektID: 602-2480/1                            | Starozámocká ul. 11 Standort KG: Banská Štiavnica Konskr.Nr.: 41               | citadela a nádvorie - Býv.far.kostol r.k.                 | Zitadelle und Hof - ehem. römisch-katholisches Pfarrhaus                  | č. NKP: 602-2480/1 Stand des NKP: 2012-02-08 Name: CITADELA                 |
| ja   | Datei hochladen | Burghof(sk) ObjektID: 602-2480/2                              | Starozámocká ul. 11 Standort KG: Banská Štiavnica Konskr.Nr.: 41               | citadela a nádvorie - Vnútorné nádvorie                   | Zitadelle und Hof                                                         | č. NKP: 602-2480/2 Stand des NKP: 2012-02-08 Name: NÁDVORIE HRADNÉ          |
| ja   | Datei hochladen | Beinhaus(sk) ObjektID: 602-2480/3                             | Starozámocká ul. 11 Standort KG: Banská Štiavnica Konskr.Nr.: 41               | sv.Michala - Karner sv.Michala                            | St. Michael                                                               | č. NKP: 602-2480/3 Stand des NKP: 2012-02-08 Name: KARNER                   |
| ja   | Datei hochladen | Burgturm(sk) ObjektID: 602-2480/4                             | Starozámocká ul. 11 Standort KG: Banská Štiavnica Konskr.Nr.: 41               | opevnenie hradu - Hodinová veža                           | Burgbefestigung - Uhrturm                                                 | č. NKP: 602-2480/4 Stand des NKP: 2012-02-08 Name: VEŽA HRADNÁ              |
| ja   | Datei hochladen | südöstliche Bastion(sk) ObjektID: 602-2480/5                  | Starozámocká ul. 11 Standort KG: Banská Štiavnica Konskr.Nr.: 41               | opevnenie hradu - Juhovýchodná bašta                      | Burgbefestigung - Südostbastion                                           | č. NKP: 602-2480/5 Stand des NKP: 2012-02-08 Name: BAŠTA JUHOVÝCHODNÁ       |
| ja   | Datei hochladen | südliche Burgmauer(sk) ObjektID: 602-2480/6                   | Starozámocká ul. 11 Standort KG: Banská Štiavnica Konskr.Nr.: 41               | opevnenie hradu - Južný hradobný múr                      | Burgbefestigung - südliche Burgmauer                                      | č. NKP: 602-2480/6 Stand des NKP: 2012-02-08 Name: MÚR HRADBOVÝ JUŽNÝ       |
| ja   | Datei hochladen | Südturm(sk) ObjektID: 602-2480/7                              | Starozámocká ul. 11 Standort KG: Banská Štiavnica Konskr.Nr.: 41               | opevnenie hradu - Himmelreich                             | Burgbefestigung - Südturm                                                 | č. NKP: 602-2480/7 Stand des NKP: 2012-02-08 Name: VEŽA JUŽNÁ               |
| BW   | Datei hochladen | südwestliche Burgmauer(sk) ObjektID: 602-2480/8               | Starozámocká ul. 11 Standort KG: Banská Štiavnica Konskr.Nr.: 41               | opevnenie hradu - Juhozáp.hradobný múr                    | Burgbefestigung - südwestliche Burgmauer                                  | č. NKP: 602-2480/8 Stand des NKP: 2012-02-08 Name: MÚR HRADBOVÝ JUHOZÁPADNÝ |
| ja   | Datei hochladen | westliche Bastion(sk) ObjektID: 602-2480/9                    | Starozámocká ul. 11 Standort KG: Banská Štiavnica Konskr.Nr.: 41               | opevnenie hradu - Západný bastión                         | Burgbefestigung - Westbastion                                             | č. NKP: 602-2480/9 Stand des NKP: 2012-02-08 Name: BASTIÓN ZÁPADNÝ          |
| BW   | Datei hochladen | nordwestliche Burgmauer(sk) ObjektID: 602-2480/10             | Starozámocká ul. 11 Standort KG: Banská Štiavnica Konskr.Nr.: 41               | opevnenie hradu - Severozáp.hradob.múr                    | Burgbefestigung - nordwestliche Burgmauer                                 | č. NKP: 602-2480/10 Stand des NKP: 2012-02-08 Name: MÚR HRADBOVÝ SEVEROZ    |
| ja   | Datei hochladen | nördliche Bastion(sk) ObjektID: 602-2480/11                   | Starozámocká ul. 11 Standort KG: Banská Štiavnica Konskr.Nr.: 41               | opevnenie hradu - Severná bašta                           | Burgbefestigung - nördliche Bastion                                       | č. NKP: 602-2480/11 Stand des NKP: 2012-02-08 Name: BAŠTA SEVERNÁ           |
| ja   | Datei hochladen | nordöstliche Burgmauer(sk) ObjektID: 602-2480/12              | Starozámocká ul. 11 Standort KG: Banská Štiavnica Konskr.Nr.: 41               | opevnenie hradu - Severovýchodný múr                      | Burgbefestigung - nordöstliche Burgmauer                                  | č. NKP: 602-2480/12 Stand des NKP: 2012-02-08 Name: MÚR HRADBOVÝ SEVEROV    |
| ja   | Datei hochladen | Nordöstliche Bastion(sk) ObjektID: 602-2480/13                | Starozámocká ul. 11 Standort KG: Banská Štiavnica Konskr.Nr.: 41               | opevnenie hradu - Severovýchod.bastión                    | Burgbefestigung - nordöstliche Bastion                                    | č. NKP: 602-2480/13 Stand des NKP: 2012-02-08 Name: BASTIÓN SEVEROVÝCHODNÝ  |
| ja   | Datei hochladen | östliche Burgmauer(sk) ObjektID: 602-2480/14                  | Starozámocká ul. 11 Standort KG: Banská Štiavnica Konskr.Nr.: 41               | opevnenie hradu - Východný hradob.múr                     | Burgbefestigung - östliche Burgmauer                                      | č. NKP: 602-2480/14 Stand des NKP: 2012-02-08 Name: MÚR HRADBOVÝ VÝCHODNÝ   |
| ja   | Datei hochladen | 2. Burghof(sk) ObjektID: 602-2480/15                          | Starozámocká ul. 11 Standort KG: Banská Štiavnica Konskr.Nr.: 41               | nádvorie hradu - Vonkajšie nádvorie                       | Vorburg - der Vorhof                                                      | č. NKP: 602-2480/15 Stand des NKP: 2012-02-08 Name: NÁDVORIE HRADNÉ II.     |
|      | Datei hochladen | Archäologische Fundstätte(sk) ObjektID: 602-2480/17           | Starozámocká ul. 11 KG: Banská Štiavnica Konskr.Nr.: 41                        | nádvorie hradu                                            | Vorburg                                                                   | č. NKP: 602-2480/17 Stand des NKP: 2012-02-08 Name: ARCHEOLOGICKÉ NÁLEZISKO |
|      | Datei hochladen | Bürgerhaus(sk) ObjektID: 602-3370/0                           | Strieborná ul. 2 KG: Banská Štiavnica Konskr.Nr.:                              | radový                                                    | Reihenhaus                                                                | č. NKP: 602-3370/0 Stand des NKP: 2012-02-08 Name: DOM MEŠTIANSKY           |
|      | Datei hochladen | Bürgerhaus(sk) ObjektID: 602-3335/0                           | Strieborná ul. 3 KG: Banská Štiavnica Konskr.Nr.: 115                          | radový                                                    | Reihenhaus                                                                | č. NKP: 602-3335/0 Stand des NKP: 2012-02-08 Name: DOM MEŠTIANSKY           |
|      | Datei hochladen | Bürgerhaus(sk) ObjektID: 602-3336/0                           | Strieborná ul. 5 KG: Banská Štiavnica Konskr.Nr.: 116                          | radový                                                    | Reihenhaus                                                                | č. NKP: 602-3336/0 Stand des NKP: 2012-02-08 Name: DOM MEŠTIANSKY           |
| ja   | Datei hochladen | Bürgerhaus(sk) ObjektID: 602-3371/0                           | Strieborná ul. 7-8 KG: Banská Štiavnica Konskr.Nr.: 153-154                    | radový                                                    | Reihenhaus                                                                | č. NKP: 602-3371/0 Stand des NKP: 2012-02-08 Name: DOM MEŠTIANSKY           |
|      | Datei hochladen | Bürgerhaus(sk) ObjektID: 602-3372/0                           | Strieborná ul. 10 KG: Banská Štiavnica Konskr.Nr.: 156                         | nárožný                                                   | Eckhaus                                                                   | č. NKP: 602-3372/0 Stand des NKP: 2012-02-08 Name: DOM MEŠTIANSKY           |
|      | Datei hochladen | Bürgerhaus(sk) ObjektID: 602-11693/0                          | Strieborná ul. 11 KG: Banská Štiavnica Konskr.Nr.: 157                         | solitér - dom so stôlnou                                  |                                                                           | č. NKP: 602-11693/0 Stand des NKP: 2012-02-08 Name: DOM MEŠTIANSKY          |
|      | Datei hochladen | Bürgerhaus(sk) ObjektID: 602-3515/0                           | Strieborná ul. 15 KG: Banská Štiavnica Konskr.Nr.: 161,123                     | solitér                                                   |                                                                           | č. NKP: 602-3515/0 Stand des NKP: 2012-02-08 Name: DOM MEŠTIANSKY           |
| ja   | Datei hochladen | Figurengruppe auf Säule(sk) ObjektID: 602-2492/0              | Sv.Trojice nám. 0 Standort KG: Banská Štiavnica Konskr.Nr.:                    | sv.Trojica - Morový stlp                                  | Hl. Dreifaltigkeit                                                        | č. NKP: 602-2492/0 Stand des NKP: 2012-02-08 Name: SÚSOŠIE NA STLPE         |
| ja   | Datei hochladen | Bürgerhaus(sk) ObjektID: 602-2503/12                          | Sv.Trojice nám. 1 Standort KG: Banská Štiavnica Konskr.Nr.: 5                  | nárožný - Zsemberyovský dom                               | Eckhaus - Haus Zsemberyov                                                 | č. NKP: 602-2503/12 Stand des NKP: 2012-02-08 Name: DOM MEŠTIANSKY          |
| ja   | Datei hochladen | Bürgerhaus(sk) ObjektID: 602-2550/0                           | Sv.Trojice nám. 2 KG: Banská Štiavnica Konskr.Nr.: 6                           | radový                                                    | Reihenhaus                                                                | č. NKP: 602-2550/0 Stand des NKP: 2012-02-08 Name: DOM MEŠTIANSKY           |
| ja   | Datei hochladen | Bürgerhaus(sk) ObjektID: 602-2568/0                           | Sv.Trojice nám. 3 Standort KG: Banská Štiavnica Konskr.Nr.: 7                  | radový - Rubigallovský dom                                | Reihenhaus - Haus Rubigallov                                              | č. NKP: 602-2568/0 Stand des NKP: 2012-02-08 Name: DOM MEŠTIANSKY           |
| ja   | Datei hochladen | Bürgerhaus(sk) ObjektID: 602-2551/0                           | Sv.Trojice nám. 4 Standort KG: Banská Štiavnica Konskr.Nr.: 8                  | nárožný - Szitnyayovský dom                               | Eckhaus - Haus Szitnyayov                                                 | č. NKP: 602-2551/0 Stand des NKP: 2012-02-08 Name: DOM MEŠTIANSKY           |
| ja   | Datei hochladen | Bürgerhaus(sk) ObjektID: 602-2567/0                           | Sv.Trojice nám. 5 Standort KG: Banská Štiavnica Konskr.Nr.: 9                  | sienový,radový - Lienpacherovský dom                      | Halle, Reihenhaus - Haus Lienpacherov                                     | č. NKP: 602-2567/0 Stand des NKP: 2012-02-08 Name: DOM MEŠTIANSKY           |
| ja   | Datei hochladen | Bürgerhaus(sk) ObjektID: 602-2503/11                          | Sv.Trojice nám. 6 KG: Banská Štiavnica Konskr.Nr.: 10                          | nárožný - Berggericht                                     | Eckhaus-Berggericht                                                       | č. NKP: 602-2503/11 Stand des NKP: 2012-02-08 Name: DOM MEŠTIANSKY          |
| ja   | Datei hochladen | Bürgerhaus(sk) ObjektID: 602-2566/0                           | Sv.Trojice nám. 7 Standort KG: Banská Štiavnica Konskr.Nr.: 11                 | radový                                                    | Reihenhaus                                                                | č. NKP: 602-2566/0 Stand des NKP: 2012-02-08 Name: DOM MEŠTIANSKY           |
| ja   | Datei hochladen | Bürgerhaus(sk) ObjektID: 602-2554/0                           | Sv.Trojice nám. 8 KG: Banská Štiavnica Konskr.Nr.: 12                          | radový - Hotel K jelenu                                   | Reihenhaus - Hotel zum Hirsch                                             | č. NKP: 602-2554/0 Stand des NKP: 2012-02-08 Name: DOM MEŠTIANSKY           |
| ja   | Datei hochladen | Bürgerhaus(sk) ObjektID: 602-2565/0                           | Sv.Trojice nám. 9 Standort KG: Banská Štiavnica Konskr.Nr.: 13                 | radový                                                    | Reihenhaus                                                                | č. NKP: 602-2565/0 Stand des NKP: 2012-02-08 Name: DOM MEŠTIANSKY           |
| ja   | Datei hochladen | Bürgerhaus(sk) ObjektID: 602-2555/0                           | Sv.Trojice nám. 10 Standort KG: Banská Štiavnica Konskr.Nr.: 14                | radový                                                    | Reihenhaus                                                                | č. NKP: 602-2555/0 Stand des NKP: 2012-02-08 Name: DOM MEŠTIANSKY           |
| ja   | Datei hochladen | Bürgerhaus(sk) ObjektID: 602-2564/0                           | Sv.Trojice nám. 11 Standort KG: Banská Štiavnica Konskr.Nr.: 15                | radový                                                    | Reihenhaus                                                                | č. NKP: 602-2564/0 Stand des NKP: 2012-02-08 Name: DOM MEŠTIANSKY           |
| ja   | Datei hochladen | Bürgerhaus(sk) ObjektID: 602-2556/0                           | Sv.Trojice nám. 12 Standort KG: Banská Štiavnica Konskr.Nr.: 16                | radový - Szajbelyovský dom                                | Reihenhaus - Haus Szajbelyov                                              | č. NKP: 602-2556/0 Stand des NKP: 2012-02-08 Name: DOM MEŠTIANSKY           |
| ja   | Datei hochladen | Bürgerhaus(sk) ObjektID: 602-2563/0                           | Sv.Trojice nám. 13 Standort KG: Banská Štiavnica Konskr.Nr.: 17                | radový                                                    | Reihenhaus                                                                | č. NKP: 602-2563/0 Stand des NKP: 2012-02-08 Name: DOM MEŠTIANSKY           |
| ja   | Datei hochladen | Bürgerhaus(sk) ObjektID: 602-2557/0                           | Sv.Trojice nám. 14 Standort KG: Banská Štiavnica Konskr.Nr.: 18                | radový                                                    | Reihenhaus                                                                | č. NKP: 602-2557/0 Stand des NKP: 2012-02-08 Name: DOM MEŠTIANSKY           |
| ja   | Datei hochladen | Bürgerhaus(sk) ObjektID: 602-2562/0                           | Sv.Trojice nám. 15 Standort KG: Banská Štiavnica Konskr.Nr.: 19                | 0                                                         |                                                                           | č. NKP: 602-2562/0 Stand des NKP: 2012-02-08 Name: DOM MEŠTIANSKY           |
| ja   | Datei hochladen | Lyzeum(sk) ObjektID: 602-2494/1                               | Sv.Trojice nám. 16 Standort KG: Banská Štiavnica Konskr.Nr.: 20                | ev.a.v. - A.Sládkovic                                     | evangelisches Lyzeum - A. Sládkovic                                       | č. NKP: 602-2494/1 Stand des NKP: 2012-02-08 Name: LÝCEUM PAMÄTNÉ           |
| ja   | Datei hochladen | Gedenktafel(sk) ObjektID: 602-2494/2                          | Sv.Trojice nám. 16 Standort KG: Banská Štiavnica Konskr.Nr.:                   | Sládkovic A. - 1820-1872,básnik                           | an den Schriftsteller Andrej Sládkovič                                    | č. NKP: 602-2494/2 Stand des NKP: 2012-02-08 Name: TABULA PAMÄTNÁ           |
| ja   | Datei hochladen | Gedenktafel(sk) ObjektID: 602-2494/3                          | Sv.Trojice nám. 16 Standort KG: Banská Štiavnica Konskr.Nr.:                   | Petöfi S. - 1823-1849,básnik                              | an den Schriftsteller Sándor Petőfi                                       | č. NKP: 602-2494/3 Stand des NKP: 2012-02-08 Name: TABULA PAMÄTNÁ           |
| ja   | Datei hochladen | Bürgerhaus(sk) ObjektID: 602-3373/0                           | Sv.Trojice nám. 17 Standort KG: Banská Štiavnica Konskr.Nr.: 21                | radový                                                    | Reihenhaus                                                                | č. NKP: 602-3373/0 Stand des NKP: 2012-02-08 Name: DOM MEŠTIANSKY           |
|      | Datei hochladen | Bürgerhaus(sk) ObjektID: 602-2561/0                           | Sv.Trojice nám. 19 KG: Banská Štiavnica Konskr.Nr.: 23                         | solitér                                                   |                                                                           | č. NKP: 602-2561/0 Stand des NKP: 2012-02-08 Name: DOM MEŠTIANSKY           |
|      | Datei hochladen | Bürgerhaus(sk) ObjektID: 602-2560/0                           | Sv.Trojice nám. 20 KG: Banská Štiavnica Konskr.Nr.: 24                         | sienový,solitér                                           |                                                                           | č. NKP: 602-2560/0 Stand des NKP: 2012-02-08 Name: DOM MEŠTIANSKY           |
| ja   | Datei hochladen | Bürgerhaus(sk) ObjektID: 602-2559/0                           | Sv.Trojice nám. 21 Standort KG: Banská Štiavnica Konskr.Nr.: 25                | radový                                                    | Reihenhaus                                                                | č. NKP: 602-2559/0 Stand des NKP: 2012-02-08 Name: DOM MEŠTIANSKY           |
| ja   | Datei hochladen | Internat(sk) ObjektID: 602-11690/0                            | Sv.Trojice nám. 22 KG: Banská Štiavnica Konskr.Nr.: 26                         | ev.a.v. - Centrálka-internát ev.lýcea                     | evangelisches Zentral-Wohnheim                                            | č. NKP: 602-11690/0 Stand des NKP: 2012-02-08 Name: INTERNÁT                |
| ja   | Datei hochladen | Bürgerhaus(sk) ObjektID: 602-2558/0                           | Sv.Trojice nám. 23 Standort KG: Banská Štiavnica Konskr.Nr.: 27                | solitér - Paumgartnerovský dom                            | Haus Paumgartnerov                                                        | č. NKP: 602-2558/0 Stand des NKP: 2012-02-08 Name: DOM MEŠTIANSKY           |
|      | Datei hochladen | Statue(sk) ObjektID: 602-2253/0                               | Škultétyho ul. 4 KG: Banská Štiavnica Konskr.Nr.: 235                          | sv.Ján Nepomucký                                          | St. Johannes Nepomuk                                                      | č. NKP: 602-2253/0 Stand des NKP: 2012-02-08 Name: SOCHA                    |
| ja   | Datei hochladen | Fabrikanlage(sk) ObjektID: 602-2534/0                         | Tabaková ul. 1 Standort KG: Banská Štiavnica Konskr.Nr.: 1119                  | tabaková - Tabaková továren                               | Tabakfabrik                                                               | č. NKP: 602-2534/0 Stand des NKP: 2012-02-08 Name: TOVÁREN                  |
|      | Datei hochladen | Herrenhaus(sk) ObjektID: 602-10787/1                          | Tóthova ul. 4-5 KG: Banská Štiavnica Konskr.Nr.: 745                           | solitér - Banícka nemocnica                               | Bergleutekrankenhaus                                                      | č. NKP: 602-10787/1 Stand des NKP: 2012-02-08 Name: KÚRIA                   |
|      | Datei hochladen | Stadtmauer(sk) ObjektID: 602-10787/2                          | Tóthova ul. 4-5 KG: Banská Štiavnica Konskr.Nr.: 745                           | 0                                                         |                                                                           | č. NKP: 602-10787/2 Stand des NKP: 2012-02-08 Name: MÚR HRADBOVÝ            |
| ja   | Datei hochladen | Gedenktafel(sk) ObjektID: 602-3021/0                          | Trate mládeže ul. KG: Banská Štiavnica Konskr.Nr.:                             | Trat mládeže                                              |                                                                           | č. NKP: 602-3021/0 Stand des NKP: 2012-02-08 Name: TABULA PAMÄTNÁ           |
|      | Datei hochladen | Stollen(sk) ObjektID: 602-2605/0                              | Urbánka F. ul. 93 KG: Banská Štiavnica Konskr.Nr.:                             | Horná Bieber dedicná štôlna                               |                                                                           | č. NKP: 602-2605/0 Stand des NKP: 2012-02-08 Name: ŠTÔLNA                   |
|      | Datei hochladen | Bürgerhaus(sk) ObjektID: 602-3375/0                           | Višnovského S. ul. 3 KG: Banská Štiavnica Konskr.Nr.: 208                      | nárožný                                                   | Eckhaus                                                                   | č. NKP: 602-3375/0 Stand des NKP: 2012-02-08 Name: DOM MEŠTIANSKY           |
| ja   | Datei hochladen | Bürgerhaus(sk) ObjektID: 602-2548/0                           | Višnovského S. ul. 4 Standort KG: Banská Štiavnica Konskr.Nr.: 209             | solitér                                                   |                                                                           | č. NKP: 602-2548/0 Stand des NKP: 2012-02-08 Name: DOM MEŠTIANSKY           |
|      | Datei hochladen | Bürgerhaus(sk) ObjektID: 602-3374/0                           | Višnovského S. ul. 5 KG: Banská Štiavnica Konskr.Nr.: 210                      | radový - Starý mlyn                                       | Reihenhaus - alte Mühle                                                   | č. NKP: 602-3374/0 Stand des NKP: 2012-02-08 Name: DOM MEŠTIANSKY           |
|      | Datei hochladen | Bürgerhaus(sk) ObjektID: 602-2571/0                           | Višnovského S. ul. 6 KG: Banská Štiavnica Konskr.Nr.: 211                      | solitér - adventisti                                      | Adventisten                                                               | č. NKP: 602-2571/0 Stand des NKP: 2012-02-08 Name: DOM MEŠTIANSKY           |
|      | Datei hochladen | Bürgerhaus(sk) ObjektID: 602-2570/0                           | Višnovského S. ul. 8 KG: Banská Štiavnica Konskr.Nr.: 213                      | solitér                                                   |                                                                           | č. NKP: 602-2570/0 Stand des NKP: 2012-02-08 Name: DOM MEŠTIANSKY           |
| ja   | Datei hochladen | Bürgerhaus(sk) ObjektID: 602-3376/0                           | Višnovského S. ul. 9 KG: Banská Štiavnica Konskr.Nr.: 214                      | solitér                                                   |                                                                           | č. NKP: 602-3376/0 Stand des NKP: 2012-02-08 Name: DOM MEŠTIANSKY           |
| BW   | Datei hochladen | Wasserspeicher(sk) ObjektID: 602-3276/0                       | Vodárenská ul. 0 Standort KG: Banská Štiavnica Konskr.Nr.:                     | Vodárenské velké j.                                       | großer Vodárenskésee                                                      | č. NKP: 602-3276/0 Stand des NKP: 2012-02-08 Name: NÁDRŽ VODNÁ              |

## Legende
Die Tabelle enthält im Einzelnen folgende Informationen:
| Foto:                    | Fotografie des Denkmals. |
| Denkmal / č. ÚZPF:       | Die Übersetzung der Bezeichnung des Denkmals, wie sie vom Slowakischen Denkmalamt (Pamiatkový úrad Slovenskej republiky) verwendet wird. Die Originalbezeichnung ist unter dem Fragezeichen angegeben. Fehlt die Übersetzung, so wird die Originalbezeichnung direkt angezeigt. Weiters ist die Objekt-Identifikationsnummer (Objekt ID) angeführt. Sie ist die offizielle, in der Slowakei eindeutige Nummer č. ÚZPF inklusive der zugehörigen Zählnummer, wie sie in den Daten des Denkmalamtes angegeben wird. Da diese nur innerhalb eines Landkreises gezählt wird, ist dessen Nummer der Denkmalnummer vorangestellt. |
| Standort:                | Wenn in der Liste vorhanden, ist die Adresse angegeben. In Klammern kann sich noch eine zusätzliche Adresse befinden, wenn es beispielsweise ein Eckhaus ist. Bei freistehenden Objekten ohne Adresse (zum Beispiel bei Bildstöcken) ist eine Adresse angegeben, die in der Nähe des Objekts liegt. Durch Aufruf des Links Standort wird die Lage des Denkmals in verschiedenen Kartenprojekten angezeigt. Darunter sind die Katastralgemeinde (KG) und, wenn vorhanden, die Konskriptionsnummer (Konskr. Nr.) angegeben.                                                                                                   |
| Offizielle Beschreibung: | Es ist die Kurzbeschreibung auf Slowakisch, wie sie in den offiziellen Listen angegeben ist, eingetragen. |
| Beschreibung:            | Kurze Angaben zum Denkmal auf Deutsch. |
| Metadaten:               | Zusätzlich werden, wenn in den persönlichen Einstellungen das Helferlein Dauerhaftes Einblenden von Metadaten aktiviert ist, ebensolche angezeigt. |

- Karte mit allen Koordinaten:
- OSM |
- WikiMap